# Даисуке Сузуки
Даисуке Сузуки (јап. 鈴木 大輔; 29. јануар 1990) јапански је фудбалер.

## Каријера
Током каријере је играо за Албирекс Нигата, Кашива Рејсол и Урава Ред Дајмондс.

## Репрезентација
За репрезентацију Јапана дебитовао је 2013. године. За тај тим је одиграо 2 утакмице.

## Статистика
| Јапан  | Јапан   | Јапан  |
| Година | Наступи | Голови |
| ------ | ------- | ------ |
| 2013.  | 1       | 0      |
| 2014.  | 1       | 0      |
| Укупно | 2       | 0      |